# Kodjo Fo-Doh Laba
Kodjo Fo-Doh Laba (sinh ngày 27 tháng 1 năm 1992) là một cầu thủ bóng đá người Togo thi đấu cho Al Ain ở vị trí tiền vệ.

## Cuộc đời và sự nghiệp
Sinh ra tại Lomé, Laba đã từng thi đấu cho Anges FC, US Bitam và RS de Berkane. Anh chuyển sang thi đấu cho câu lạc bộ Al Ain của UAE vào tháng 6 năm 2019.
Laba có trận đấu ra mắt đội tuyển quốc gia vào năm 2016, và có tên trong đội hình tuyển Togo tham dự Cúp bóng đá châu Phi (CAN) 2017.

### Bàn thắng quốc tế
Tỉ số và kết quả liệt kê bàn thắng của Togo trước.
| #   | Thời gian            | Địa điểm                                          | Đối thủ    | Tỉ số | Kết quả | Giải đấu                 |
| --- | -------------------- | ------------------------------------------------- | ---------- | ----- | ------- | ------------------------ |
| 1.  | 5 tháng 6 năm 2016   | Sân vận động Antoinette Tubman, Monrovia, Liberia | Liberia    | 2–2   | 2–2     | Vòng loại CAN 2017       |
| 2.  | 4 tháng 9 năm 2016   | Sân vận động Kégué, Lomé, Togo                    | Djibouti   | 3–0   | 5–0     | Vòng loại CAN 2017       |
| 3.  | 9 tháng 10 năm 2016  | Sân vận động Kégué, Lomé, Togo                    | Mozambique | 1–0   | 2–0     | Giao hữu                 |
| 4.  | 9 tháng 10 năm 2016  | Sân vận động Kégué, Lomé, Togo                    | Mozambique | 2–0   | 2–0     | Giao hữu                 |
| 5.  | 24 tháng 1 năm 2017  | Sân vận động Port-Gentil, Port-Gentil, Gabon      | CHDC Congo | 1–2   | 1–3     | CAN 2017                 |
| 6.  | 4 tháng 6 năm 2017   | Sân vận động Paul Le Cesne, Marseille, Pháp       | Comoros    | 1–0   | 2–0     | Giao hữu                 |
| 7.  | 12 tháng 11 năm 2017 | Sân vận động Kégué, Lomé, Togo                    | Mauritius  | 2–0   | 6–0     | Giao hữu                 |
| 8.  | 12 tháng 11 năm 2017 | Sân vận động Kégué, Lomé, Togo                    | Mauritius  | 3–0   | 6–0     | Giao hữu                 |
| 9.  | 12 tháng 11 năm 2017 | Sân vận động Kégué, Lomé, Togo                    | Mauritius  | 5–0   | 6–0     | Giao hữu                 |
| 10. | 12 tháng 11 năm 2017 | Sân vận động Kégué, Lomé, Togo                    | Mauritius  | 6–0   | 6–0     | Giao hữu                 |
| 11. | 18 tháng 11 năm 2018 | Sân vận động Municipal, Lomé, Togo                | Comoros    | 1–3   | 1–4     | Vòng loại CAN 2019       |
| 12. | 6 tháng 9 năm 2019   | Sân vận động Moroni, Moroni, Comoros              | Comoros    | 1–0   | 1–1     | Vòng loại World Cup 2022 |